# 小泉洋子
小泉 洋子（こいずみ ようこ）は、日本の女優。別芸名は沢 野火子（さわ のびこ）。
1974年、東映京都入り。75年の『激突! 合気道』では悲劇のヒロインに、「日本暴力列島 京阪神殺しの軍団」では小林旭の恋人役を演じ、同年の「資金源強奪」では短い出番ながら重要なヒロイン的役割を務めた。
結婚を機に引退すると思われたが、77年より芸名を沢野火子に変え、東映映画やドラマで活躍した。

## 主な出演作品

### 映画
- 脱獄広島殺人囚（1974年、東映）
- 新仁義なき戦い（1974年、東映）
- 県警対組織暴力（1975年、東映）
- 資金源強奪（1975年、東映）
- 激突! 合気道（1975年、東映）
- 日本暴力列島 京阪神殺しの軍団（1975年、東映）
- 強盗放火殺人囚（1975年、東映）
- 夜明けの旗　松本治一郎伝（1976年、東映）
- 恐竜・怪鳥の伝説(1977年、東映）

### テレビドラマ
- 影同心II 第3話「遅れて咲いた彼岸花」（1975年、MBS / 東映） - お豊
- 非情のライセンス 第2シリーズ 第77話「兇悪の終着駅」（1976年、NET / 東映） - 丹菊ルナ子
- 光る崖（1977年、TBS）